# Пухово (Приморский край)
Пу́хово — село в Анучинском районе Приморского края. Входит в состав Гражданского сельского поселения.

## География
Село находится на левом берегу реки Арсеньевка, на расстоянии 2 км (по прямой) к северу от города Арсеньев и 29 км (по прямой) к северо-востоку от села Анучино, административного центра района.
На запад от Пухово отходит дорога к селу Лугохутор.

## История
В 1967 году третьему отделению Даубихинского рисосовхоза присвоено наименование село Пухово. Название дано в честь плавающих уток среди рисовых полей и на озёрах в округе села, славящихся своим пухом.

## Население
| 2001 | 2002 | 2010 |
| ---- | ---- | ---- |
| 951  | ↘948 | ↘783 |

## Улицы
| - ул. Беговая, - ул. Луговая, - ул. Набережная, - ул. Озёрная 1-я, - ул. Озёрная 2-я, | - ул. Пригородная, - ул. Садовая, - ул. Строительная, - ул. Угловая, - ул. Школьная. |

## Экономика
Сельскохозяйственные предприятия Анучинского района, рисоводство.